# سيماني سفلي (مقاطعة إسلام آباد غرب)
سيماني سفلي (بالفارسية: سیمانی سفلی) هي قرية تقع في قسم حومة الشمالي الريفي (مقاطعة إسلام آباد غرب) في إيران. يقدر عدد سكانها بـ 36 نسمة بحسب إحصاء 2016.